# Schuschtalep
Schuschtalep (russisch Шушталеп) ist eine ehemals selbständige Siedlung, heute ein Stadtteil von Kaltan in der Oblast Kemerowo in Russland.

## Geographie
Schuschtalep liegt zwischen den Städten Kaltan und Ossinniki am rechten Ufer des Flusses Kondoma an der Eisenbahnstrecke, die durch das Kusnezker Becken über Nowokusnezk nach Taschtagol führt (Streckenkilometer zwischen 405 und 412 ab Jurga an der Transsibirischen Eisenbahn). Durch die Siedlung verläuft die wichtige Fernverkehrsstraße Ossinniki – Taschtagol – Gorno-Altaisk und weiter zur chinesischen Grenze. Diese Straße verbindet Westsibirien mit China und der Mongolei.

## Geschichte
Gegründet wurde der Ort um 1800 bis 1806.
1913 begann der Bau der Stahlhütte am Schuschtaleper Bauplatz, nachdem die Kopikus AG den großen Auftrag zur Herstellung von Schienen und eine Anzahlung in Höhe von 1.000.000 Rubel vom Kommunikationsminister des Zarenreiches bekommen hatte. Von Kurako entworfen, wurde wegen des Ersten Weltkriegs und der Revolution von 1917 in Russland nur die Schmiede errichtet.
Nach der Oktoberrevolution wurde hier im Jahre 1923 die erste Schule errichtet. 1931 wurde durch die Siedlung die Eisenbahnstrecke Stalinsk (heute Nowokusnezk) – Taschtagol verlegt.